# Pierre Maranda
Pour les articles homonymes, voir Maranda.
Pierre Maranda est un anthropologue québécois né à Québec en 1930 et décédé le 5 juillet 2015 (à 85 ans). Il s'était spécialisé dans les sociétés des îles Salomon, principalement les Lau de Malaita. 

## Biographie
Né à Québec en 1930, il obtient son baccalauréat à l'Université Laval (1949), puis une maîtrise (1954) et une licence en philosophie (1955) à l'Université de Montréal. Il obtient ensuite une maîtrise et un doctorat à l'université Harvard (1966), où il occupe le poste de Research Fellow (1966-1970), tout en étant directeur d'études à l'École pratique des hautes études à Paris (1968-1969). Il est nommé professeur d'anthropologie à l'Université de la Colombie-Britannique en 1969. En 1975, il est nommé au département d'anthropologie de l'Université Laval où il enseigne jusqu'à sa retraite en 1996 et dont il est professeur émérite de 1997 à 2015. Il est membre de la Société royale du Canada depuis 1976. Il a obtenu l'Ordre du Canada le 14 septembre 2011. 
Depuis 2005, il travaillait à la mise en place et à l'enrichissement du fonds Pierre Maranda, hébergé au Musée de l'Amérique francophone. Ce fonds d'archives rend accessibles à l'ensemble des chercheurs et chercheuses les données ethnographiques collectées dans le cadre de ses recherches auprès des Lau de Malaita, aux Îles Salomon, depuis 1966. 
Il a également co-dirigé en 2008 la création de l'exposition virtuelle « Peuples des eaux, gens des îles. - L'OCÉANIE » dans le cadre du projet ECHO, l’Encyclopédie Culturelle Hypermédia de l’Océanie. 
Pierre Maranda meurt le 5 juillet 2015, à l'âge de 85 ans.

## Schéma mythique
Les recherches de Maranda s'inscrivent dans le paradigme du structuralisme et de l'École sémiotique de Paris. Disciple de Claude Lévi-Strauss, avec qui il a notamment réalisé le film Behind the masks, il a travaillé sur la « formule canonique du mythe » (de type Fx (a) : Fy (b) ≈ Fx (b) : Fa-1 (y)) et l'a adaptée à ses propres données ethnologiques. Il interprète cette formule en faisant du terme a l'élément dynamique, tandis que b est le médiateur car ce dernier passe d'une fonction à une autre sans être altéré. Le processus de médiation produit un développement des oppositions en spirale, comme le montre le schéma ci-dessous:

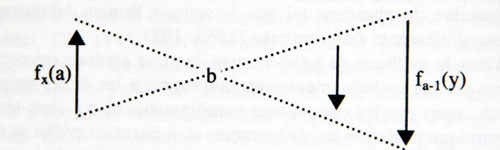
Un processus dissymétrique

Le récit classique repose sur un processus d'inversion des contenus ainsi qu'ont pu le formaliser Lévi-Strauss dans le mythe, Vladimir Propp dans la morphologie du conte et A.J. Greimas dans le carré sémiotique. Tout en reprenant ce modèle de base, Maranda vise à traduire dans son schéma la dissymétrie dont s'accompagne ce processus, car le destin des personnages qui s'affrontent n'est pas rigoureusement symétrique. Maranda reviendra sur cette formule dans un ouvrage collectif (2001).
Conjointement avec Elie Köngas-Maranda, il analyse aussi les récits des populations qu'il a étudiées en fonction du résultat du processus de médiation entre les opposants. Cela leur permet de classer les textes mythiques en quatre grandes classes et de montrer que différentes sociétés favorisent dans leurs récits divers modèles de rapports sociaux.
Au fil de ses nombreuses publications, Maranda a contribué à valider une approche sémiotique en anthropologie et à défendre une démarche interdisciplinaire intégrant littérature, philosophie, mathématiques et informatique.

## Principales publications
- Lau Markets: A Sketch. Working Papers in Anthropology. Vancouver: University of British Columbia, 1969.
- « Of Bears and Spouses: Transformational Analysis of a Myth », dans E. Köngas-Maranda et Pierre Maranda, Structural Models in Folklore and Transformational Essays, La Haye, Mouton, 1971, p. 95-115.
- « Situer l’anthropologie », dans L.-J. Dorais (dir.), Perspectives anthropologiques: un collectif d'anthropologues québécois, Montréal: Éditions du Renouveau pédagogique, 1979, p. 9-22, 399-436.  En ligne.
- « The Dialectic of Metaphor: An Anthropological Essay on Hermeneutics », dans S. Suleiman et I. Crosman (dir.), The Reader in the Text, Princeton: Princeton University Press, 1980, p. 183-204.
- « Semiotik und Anthropologie », Zeitschrift Fur Semiotik, 1981, 3:227-249.
- « Mother Culture Is Watching Us: Probabilistic Structuralism », dans E. Nardocchio (dir.), Reader Response to Literature: The Empirical Dimension, Berlin: Mouton de Gruyter, 1992, p. 173-190.
- « Masques et identité », Anthropologie et sociétés, 1993, 17 (3), p. 13-28.
- « Mapping Cultural Transformation Through the Canonical Formula: The Pagan versus Christian Ontological Status of Women among the Lau People of Malaita, Solomon Islands », dans P. Maranda (dir.), The Double Twist: From Ethnography to Morphodynamics, Toronto: University of Toronto Press, 2001, p. 97-120.   (ISBN 0-8020-3524-8)

## Filmographie
- (Avec Claude Lévi-Strauss), Behind the Masks, 1974 Vancouver, B.C.: National Film Board of Canada.
- The Lau of Malaita, 1987. Film produit avec Granada Television, série Disappearing World. Manchester, U.K.